# Sośniczany
Sośniczany – wieś sołecka w Polsce, położona w województwie świętokrzyskim, w powiecie sandomierskim, w gminie Koprzywnica. 
W administracji kościelnej rzymskokatolickiej wieś położona w metropolii lubelskiej, w diecezji sandomierskiej, w dekanacie koprzywnickim, w parafii pw. św. Floriana.
Były wsią klasztoru cystersów koprzywnickich w województwie sandomierskim w ostatniej ćwierci XVI wieku. W latach 1975–1998 miejscowość położona była w województwie tarnobrzeskim.
W 1998 r. Sośniczany miały 431 mieszkańców i 196 gospodarstw o łącznej powierzchni 521,89 ha. Do 2010 w Sośniczanach znajdowała się filia szkoły podstawowej.
Przez miejscowość przebiega droga krajowa nr 79 z Krakowa do Sandomierza.

## Części wsi
| SIMC    | Nazwa     | Rodzaj    |
| ------- | --------- | --------- |
| 0796743 | Górki     | część wsi |
| 0796750 | Majdan    | część wsi |
| 0796766 | W Wąwozie | część wsi |
| 0796772 | Zastawie  | część wsi |

## Historia
Wieś Sośniczany w źródłach historycznych nosi nazwę: Sosnichaney, Sosniczani, Sosniczany i Sosznyczani.
W latach 30. XX wieku w Sośniczanach odkryto cmentarzysko wczesnohistoryczne Sandomierzan (odłamu Małopolan); jest to cmentarzysko kurhanowe, podobne jak w sandomierskich wsiach Gorzyczany, Trzebiesławice i Winiary.
W XII wieku wieś należała do rodziny Bogoriów, a dziesięcinę pobierał biskup krakowski. Komes Mikołaj Bogoria darował tę wieś cystersom z pobliskiej Koprzywnicy z okazji fundacji klasztoru w 1185 r. Podobnie uczynił biskup Pełka z prawem do dziesięciny; jej wartość w 1279 r. wynosiła 16 grzywien. Legat papieski, biskup firmański Filip w łacińskim dokumencie z lipca 1279 r. wystawionym w Budzie na Węgrzech potwierdził opatowi klasztoru Cystersów w Koprzywnicy; prawo do pobierania dziesięciny między innymi z Sośniczan.
Istnieje hipoteza, że bitwa w 1280 r. pomiędzy ruskim księciem Lwem Danielewiczem a zwycięskimi wojskami księcia Leszka Czarnego miała miejsce w pobliżu Sośniczan.
Przywileje książęce (ekonomiczne i sądowe) dla klasztoru cystersów w Koprzywnicy z II poł. XIII wieku obejmują również dobra w Sośniczanach; są to: immunitet Bolesława V Wstydliwego z 1277 r. i dwa Leszka Czarnego z 1284 r. Kolejne przywileje nadał król Kazimierz III Wielki w 1346 r., zwolnił poddanych klasztornych w Sośniczanach z obowiązku prac przy zamku w Sandomierzu.
W XIII wieku jakieś dobra w tej wsi posiadali nadal rodowcy Bogoriów. W roku 1370 i 1387 opat koprzywnicki powiększa swój stan własności w pobliżu Sośniczan, m.in. nabył jakieś łąki położone między wsiami Szewce a Skotniki od szlachetnego rodzeństwa Mikołaja, Ileia i Katarzyny (heredes de Gelczsa) za 40 grzywien. W 1462 r. jakieś dobra w tej wsi miał niejaki Jan Frik (de Sosznyczany).
W XV wieku. klasztor koprzywnicki w Sośniczanach miał aż 15,5 łanów kmiecych; był tu dobrze utrzymany folwark, karczmy i młyn. Według regestru z 1564 r. klasztor płacił podymne tylko z 3 łanów, a w 1578 r. podatkiem objęto 7,5 łana, 15 kmieci 2 komorników.
W lecie 1606 na łąkach między Koprzywnicą a Sośniczanami zw. „Rokosisko” obozowała szlachta – uczestnicy tzw. Rokoszu Mikołaja Zebrzydowskiego.
W okresie tzw. Potopu szwedzkiego (1655–1660) przez Sośniczany przechodziły oddziały szwedzkie.
W I poł. XVIII wieku odbył się w Koprzywnicy słynny proces dwóch kobiet z Sośniczan (przy okazji zarazy)oskarżonych o czary; wyrok kary śmierci (kwalifikowanej) wykonano: obie ścięto a ciało jednej spalono na stosie, a drugiej zakopano w ziemi.
W 1787 r. Sośniczany miały 235 mieszkańców, w tym 8 Żydów; a w 1827 r. 38 domów i 232 mieszkańców. W 1884 r. wieś miała 54 gospodarstw, 391 mieszkańców i 671 mórg ziemi.
W 1917 r. w Sośniczanach założono Katolicką Organizację Młodzieżową; tradycje od 1990 r. kontynuuje Katolickie Stowarzyszenie Młodzieży.
W 1929 r. Sośniczany miały 64 gospodarstw i 437 mieszkańców, w tym 14 Żydów; była tu 1 klasa Publicznej Szkoły Powszechnej i Ochotnicza Straż Pożarna.
Obecnie części wsi noszą nazwy: Górki, Majdan, Majorat, Pastwisko, W Wąwozie, Zastawie. Wśród obiektów fizjograficznych występują nazwy: Koprzywianka – rzeka, Majorat – pola, Miestkie – pola, Na Bożej Męce – pola, Na Gorzyczańskiem – pola, Pastwisko – pola, Spławy – pola, Stawy – pola, Studzienki – pola, W Starych Sośniczanach – pola, Za Górą – pola, Zastawie – pola.
W przeszłości wieś była położona na terenie, który nosi nazwę „W Starych Sośniczanach”; obecna wieś Sośniczany ciąży w przeciwnym kierunku – ku pobliskiej Koprzywnicy.
W 1866 r. w Sośniczanach urodził się Leon Popielski (zm. 1920), profesor farmakologii i farmakognozji w Uniwersytecie Lwowskim, twórca lwowskiej szkoły biochemiczno-fizjologiczno-farmakologicznej; odkrył wazodylatynę oraz zapoczątkował badania nad właściwościami sekretonicznymi histaminy.